# سیارک ۱۱۶۷۳
سیارک ۱۱۶۷۳ (به انگلیسی: 11673 Baur، نامگذاری:1998BJ19) یازده هزار و ششصد و هفتاد و سومین سیارک کشف شده‌است که در ۲۶ ژانویه ۱۹۹۸ کشف شد.
قدر مطلق سیارک برابر ۱۴٫۸ است.